# أوسكار أرماندو دياز
أوسكار أرماندو دياز (بالإسبانية: Óscar Armando Díaz)‏ (15 أكتوبر 1970 في السلفادور - 12 ديسمبر 1998 في السلفادور) هو لاعب كرة قدم سلفادوري في مركز الهجوم. شارك مع منتخب السلفادور لكرة القدم. أما مع النوادي، فقد لعب مع نادي سانتانيكوس أسوشيتد وليمنيو ديبورتيفو ‏.

## وصلات خارجية
- أوسكار أرماندو دياز على موقع عالم كرة القدم.نت (الإنجليزية)